# Ulm (Renchen)
Ulm ist ein Ortsteil von Renchen im Ortenaukreis (Baden-Württemberg).

## Geschichte
Ulm gehört zu den ältesten Siedlungen im Gebiet. Der Ortsname geht auf die indogermanische Wortwurzel *uel- (drehen, winden, wälzen) zurück und verweist damit auf einen Gewässernamen.
Die erste urkundliche Erwähnung von Ulm (als Ulmena) datiert auf 1070 in einer Schenkungsurkunde an das Fürstbistum Straßburg. In den Urkunden der folgenden Jahrhunderte wurde der Ort in verschiedenen Schreibweisen verwendet, so Ulmen 1270, Ulme 1285 oder Ulma 1347.
Der Straßburger Bischof richtete in Ulm seine erste Verwaltung im Renchtal ein und der Ort wurde Sitz eines eigenen Gerichts aus Schultheiß, Stabhalter und 10 Zwölfern. Zum „Gericht“ gehörten die Orte Erlach, Haslach, Mösbach, Ringelbach, Stadelhofen und Tiergarten. Nach mehreren Besitzerwechsel gehörte Ulm ab 1239 wieder zum Bistum Straßburg. Bis Ende des 14. Jahrhunderts war die Ullenburg Sitz des bischöflich-straßburgischen Vogtes, der von dort aus die Vogtei Ullenburg verwaltete.
Mit dem Reichsdeputationshauptschluss kam das straßburgische Amt Oberkirch zusammen mit anderen straßburgisch-bischöflichen Besitzungen in der Ortenau an das neue Kurfürstentum Baden. 1975 wurde Ulm neben Erlach als Stadtteil in die Stadt Renchen eingemeindet.
Der Ortsteil Ulm führt sein Wappen seit 1907. Es ist in Silber gehalten und zeigt einen Apfelbaum mit roten Früchten auf grünem Boden.
Am 1. Januar 1975 wurde Ulm nach Renchen eingemeindet.

### Demographie
Einwohnerzahlen nach dem jeweiligen Gebietsstand.
| Jahr | Einwohnerzahl |
| ---- | ------------- |
| 1939 | 1.304         |
| 1961 | 1.526         |
| 1970 | 1.633         |

## Lage und Siedlung
Ulm liegt am Fuße des Schwarzwalds. Es besteht aus den Weilern Armenhöfe, Kaier (Keyer 1560, Keyher 1592), Kolbenhalde (Kolbenhalt, Kolbenzelle (?) 1463), Reiersbach und Weingarten (Wingarten 1496) sowie der Hofstelle Rothof (Roth 1669).
Die Landwirtschaft ist besonders auf Obst- und Weinbau spezialisiert; das Landschaftsbild ist geprägt durch viele Obstanlagen und ausgedehnte Weinberge. Ein Teil des Obstes dient den rund 120 Ulmer Abfindungsbrennereien als Rohstoff zur Herstellung von Obstbränden.

## Kirche
Erstmals wurden 1274 eine Kirche und ein Pfarrer in Ulm erwähnt, wobei ursprünglich zur Pfarrei Ulm auch noch die Orte Renchen (bis 1317), Erlach (bis 1861), Mösbach (bis 1863), Stadelhofen (bis 1864), Tiergarten (bis 1872) und Haslach gehörten. Zudem bestand im 18. Jahrhundert ein Kapuzinerkloster in Ulm. Die katholische Pfarrkirche St. Mauritius wurde 1820 erbaut, wobei der Turm älter ist. Der untere Teil des Turmes stammt von 1416. Die Orgel wurde von Jacob Forrell nach zwölf Jahren Bauzeit 1873 geliefert und ist großenteils original erhalten. Spätere Umbauten wurden 1991 von Georg Jann auf den Stand von 1873 zurückgeführt. Ulm führt seit 1655 ein Kirchenbuch.

## Ulm heute
Ulm zählt heute rund 2050 Einwohner. Größere Investitionsprojekte der vergangenen Jahre waren der Bau der Sporthalle und die Renovierung der früheren Gemeindehalle, die einst als Obstsammelstelle diente und als Ullenburghalle für kulturelle Veranstaltungen umgebaut wurde. Zahlreiche Kanal- und Straßenbaumaßnahmen wurden ebenso durchgeführt wie die Erschließung von Baugebieten, zuletzt das Gebiet „Braite Ost“ mit 100 Wohneinheiten. Mit der Familienbrauerei Bauhöfer, die ihr Bier unter der Marke „Bauhöfers“ vertreibt, hat der Ort eine eigene Brauerei. Weiterhin hat der Automobilzulieferer Erdrich Umformtechnik seinen Sitz in Ulm.
Ulm hat sich 2008 am Wettbewerb „Unser Dorf soll schöner werden“ beteiligt. Zu diesem Ereignis wurde der Dorfplatz um die Schule und das Rathaus neu gestaltet.

## "Ortsvorsteher"
| Name                     | Amt           | Zeitraum          |
| ------------------------ | ------------- | ----------------- |
| Brandstetter, Amand      | Stabhalter    | 1819 - 1823       |
| Baudendistel, Jos. Anton | Vogt          | 1824              |
| Brandstetter, Amand      | Bürgermeister | ab September 1832 |